# Kuolajoki
Der Kuolajoki (russisch Куолайоки) ist ein Fluss im Norden Finnlands und in der russischen Oblast Murmansk.
Der Fluss hat seinen Ursprung in dem kleinen See Wuosnajarwi in der Oblast Murmansk in Russland. Von dort fließt er zuerst in nördlicher Richtung, durchfließt die Seen Apajarwi und Kuolajarwi. Anschließend wendet er sich nach Westen. Der Sallajoki (russisch Саллайоки) mündet von Süden kommend in den Kuolajoki. Der Kuolajoki passiert die Grenze zu Finnisch-Lappland. Dort verläuft er innerhalb der Gemeinde Salla und mündet schließlich in den Tenniöjoki, einem Nebenfluss des Kemijoki. Der Fluss hat eine Länge von 58 Kilometern.